# Black in Mind
Black in Mind è l'ottavo album del gruppo musicale power metal tedesco Rage, pubblicato nel 1995 dalla GUN Records.

## Il disco
Dell'album oltre alla versione classica esistono altre quattro versioni:
- un'edizione limitata contenente le tre tracce bonus "Forgive But Don't Forget", "Tie The Rope" e "Chase";
- un'edizione limitata destinata al solo mercato tedesco contenente altre due bonus track al posto di "Chase";
- un'edizione limitata con un cd extra contenente i due album degli Avenger Prayers of Steel e Depraved to Black;
- l'edizione giapponese, con "Chase" come 14° traccia e "All This Time" come 15°.

## Tracce
1. Black in Mind - 4:08 (S Efthimiadis, C Efthimiadis, P Wagner)
2. The Crawling Chaos - 4:46 (P Wagner)
3. Alive but Dead - 4:57 (C Efthimiadis, P Wagner)
4. Sent by the Devil - 5:00 (P Wagner)
5. Shadow out of Time - 5:39 (S Efthimiadis, P Wagner)
6. A Spider's Web - 3:22 (S Efthimiadis, S Fischer, P Wagner)
7. In a Nameless Time - 10:11 (S Efthimiadis, C Efthimiadis, S Fischer, P Wagner)
8. The Icecold Hand of Destiny - 4:06 (S Efthimiadis, P Wagner)
9. Forever - 4:45 (S Efthimiadis, P Wagner)
10. Until I Die - 4:34 (P Wagner)
11. My Rage - 2:42 (P Wagner)
12. The Price of War - 4:16 (S Efthimiadis, P Wagner)
13. Start! - 4:33 (S Efthimiadis, P Wagner)
14. All This Time - 5:34 (P Wagner)
15. Tie The Rope (Bonus track) - 3:46 (S Efthimiadis, P Wagner)
16. Forgive But Don't Forget (Bonus track) - 4:29 (S Efthimiadis, P Wagner)

## Formazione
- Peter "Peavy" Wagner - voce, basso
- Spiros Efthimiadis - chitarra
- Sven Fischer - chitarra
- Chris Efthimiadis - batteria